# Ankieta na temat miłości
Ankieta na temat miłości – publikacja wydana w 1929 roku przez grupę przedstawicieli surrealizmu. 
Ankieta zawiera rozumienie pojęcia miłości w ujęciu surrealistycznym. Według autorów wartość ta jest jedyną, która potrafi każdego człowieka choćby na chwilę pogodzić z ideą życia. Mieści w sobie także krytykę definiowania miłości prowadzącą, w ich rozumieniu, do jej wypaczenia. 
Autorzy stawiają cztery pytania skierowane do osób mających prawdziwą świadomość dramatu miłości.
Dotyczą one rodzaju nadziei, jaki pokładają oni w tej wartości, rozumienia przejścia idei miłości do faktu kochania, czy i w jaki sposób są w stanie poświęcić się dla  niej. Trzecie pytanie porusza kwestię rozłąki, czwarte zaś – czy wierzą w zwycięstwo wspaniałej miłości nad plugawym życiem czy plugawego życia nad wspaniałą miłością.
Główny teoretyk nadrealizmu – André Breton, pisał w 1947 roku, że dzięki miłości, i tylko dzięki niej, dokonuje się najściślejsze zespolenie egzystencji i esencji, zaś osoba kochana była dla surrealistów przedmiotem najwyższej adoracji.
W Polsce publikacja ta ukazała się w książce Surrealizm. Teoria i praktyka literacka. Antologia, do której teksty wybrał Adam Ważyk. Została wydana w 1976 roku w Warszawie.